# Glen Rock (Nova Jersey)
Glen Rock és una població dels Estats Units a l'estat de Nova Jersey. Segons el cens del 2008 tenia 11.131 habitants.

## Demografia
Segons el cens del 2000, Glen Rock tenia 11.546 habitants, 3.977 habitatges, i 3.320 famílies. La densitat de població era de 1.638,9 habitants/km².
Dels 3.977 habitatges en un 43,8% hi vivien nens de menys de 18 anys, en un 75,1% hi vivien parelles casades, en un 6,8% dones solteres, i en un 16,5% no eren unitats familiars. En el 14,7% dels habitatges hi vivien persones soles el 9,2% de les quals corresponia a persones de 65 anys o més que vivien soles. El nombre mitjà de persones vivint en cada habitatge era de 2,89 i el nombre mitjà de persones que vivien en cada família era de 3,22.
Per edats la població es repartia de la següent manera: un 29,4% tenia menys de 18 anys, un 3,9% entre 18 i 24, un 27,4% entre 25 i 44, un 25,6% de 45 a 60 i un 13,7% 65 anys o més.
L'edat mediana era de 40 anys. Per cada 100 dones de 18 o més anys hi havia 89,5 homes.
La renda mediana per habitatge era de 104.192 $ i la renda mediana per família de 111.280 $. Els homes tenien una renda mediana de 84.614 $ mentre que les dones 52.430 $. La renda per capita de la població era de 45.091 $. Aproximadament el 2,1% de les famílies i el 2,4% de la població estaven per davall del llindar de pobresa.

## Poblacions properes
El següent diagrama mostra les poblacions més properes.